# Jan Hanuš Sitt
Jan Hanuš Sitt, v Německu znám jako Hans Sitt (21. září 1850 Praha – 10. března 1922 Lipsko) byl český houslista a violista, hudební skladatel a pedagog.

## Život
Narodil se v pražském Starém Městě. Jeho otec Anton Šitt (1819–1878) byl houslařem, matka Sofie (1830–??), rozená Kulíková. Jan Sitt měl dva bratry a tři sestry. Vystudoval gymnázium a vstoupil na Pražskou konzervatoř, kde studoval hru na housle a skladbu u Antonína Bennewitze.
V roce 1867 byl těsně před absolutoriem ze školy vyloučen pro nekázeň. V počátcích vystupoval se svým starším bratrem Antonínem, též houslistou.
V 17 letech se stal koncertním mistrem operního orchestru ve Vratislavi. Ve Vratislavi se stal i dirigentem a v této kariéře pokračoval i v Praze a v Saské Kamenici. Krátce byl kapelníkem orchestru hraběte Dervize v Nice.
V roce 1883 se stal profesorem houslové hry na konzervatoři v Lipsku. Řídil populární koncerty, byl dirigentem orchestru Bachovy společnosti a několik let účinkoval jako violista Brodského kvarteta, kde jeho kolegy byli Adolph Brodsky, Hugo Becker a Julius Klengel. Propagoval českou hudbu a jeho uvedení předehry k Prodané nevěstě a Libuši a symfonických básní Vltava a Vyšehrad na koncertech v Saské Kamenici bylo prvním proniknutím díla Bedřicha Smetany za hranice Čech.
Proslul zejména jako vynikající houslový pedagog. Jeho instruktivní skladby pro housle a violu jsou dodnes používány v hudebním školství na celém světě.
Sestra, Marie Petzoldová-Sittová, se stala vynikající sopranistkou, přední členkou Národního divadla v Praze. I druhá sestra, Žofie, byla zpěvačkou.

## Dílo

### Orchestrální skladby
- Nocturne und Scherzo op. 6
- Gavotte e-moll op. 15 (1884)
- Ouverture zu A. Leschivo's „Don Juan d'Austria“ op. 20 (1884)
- Wiegenlied und Gavotte pro smyčcový orchestr op. 48 (1892)
- Festmarsch op. 54 (1895)

### Koncertní skladby
- Nocturne F-dur pro housle a orchestr (1882)
- Koncert č. 1 d-moll op. 11 pro housle a orchestr (1884)
- Koncert č. 2 a-moll op. 21 pro housle a orchestr (1884)
- Concertino č. 1 a-moll pro housle a orchestr, Op. 28 (1888)
- Polonaise pro housle a orchestr, Op. 29 (1885)
- Concertino č. 2 e-moll op. 31 pro housle a orchestr (1889)
- Koncert č. 1 a-moll pro violoncello a orchestr op. 34 (1890)
- Koncert č. 2 d-moll pro violoncello a orchestr Op. 38 (1891)
- Concertstück g-moll pro violu a orchestr op. 46 (1892)
- Concertino č. 3 d-moll pro housle a orchestr op. 65 (1896)
- Koncert a-moll pro violu a orchestr op. 68 (1900)
- Concertino a-moll pro housle a orchestr op. 70 (1898)
- Concertino a-moll pro housle a orchestr op. 93 (1906)
- Romance g-moll pro violu a orchestr op. 72 (1900)
- Koncert č. 3 d-moll pro housle a orchestr op. 111 (1912)
- Konzertstück: Allegro appassionato, Romanze und Tarantelle pro housle a orchestr op. 119 (1916)

### Komorní huda
- Piano Trio No. 1 in G-dur op. 63 No. 1 (1880)
- Piano Trio No. 2 in B-dur op. 63 No. 2
- Rêverie lesní roh a klavír op. 75 (1902)

Housle
- Namenlose Blätter op. 10
- 3 Albumblätter op. 13 (1894)
- 3 Stücke op. 14 (1884)
- Romanze in G major op. 17 (1884)
- 2 Etüden zum Conzertgebrauch op. 24 (1886)
- Cavatine und Barcarole op. 25 (1887)
- Walzer in D major (1888)
- Aus der Jugendzeit op. 26 (1885)
- Lose Blätter op. 37b (1880)
- 6 Albumblätter op. 39 (1891)
- 6 Fantasiestücke op. 40 (1891)
- Violin-Duette, sechs leichte instructive Duette op. 42 (1892)
- 6 Stücke op. 47 (1892)
- Wiegenlied und Gavotte op. 48 (1892)
- Polonaise No. 2 in A major op. 49 (1893)
- Romanze und Mazurka op. 52 (1892)
- 3 Berceuses op. 56 (1894)
- 3 Sonatinen op. 62 (1895)
- 2 Stücke: Barcarolle und Canzonetta op. 64b (1894, 1897)
- 3 Fantasien in progressiver Reihenfolge op. 66 (1897)
- 4 Stücke op. 67 (1900)
- 3 Violin-Vorträge: Romanze, Nocturne, Scherzo-Tarantelle op. 71 (1898)
- 20 kleine Vortragsstücke in progressiver Schwierigkeit op. 73 (1900)
- 3 kleine Fantasien über Weihnachtslieder op. 74 (1903)
- Zwölf Melodische Vortragsstücke op. 78 (1902)
- Bunte Blätter op. 84 (1904)
- 2 Stücke op. 87 (1905)
- 3 Stücke op. 89
- 3 Duette in der ersten Lage für Anfänger op. 91 (1905)
- Suite (Präludium, Menuet, Arioso, Intermezzo, Introduction und Gavotte) (1905)
- 3 instruktive Vortragsstücke op. 94 (1906)
- Mosaik: Zwölf kleine Vortragsstücke op. 95 (1906)
- Sechs lyrische Stücke op. 96 (1907)
- 3 Stücke op. 97 (1907)
- 3 Stücke op. 102
- Schüler-Konzertino No. 1 in der ersten Lage op. 104 (1909)
- Schüler-Konzertino No. 2 in den ersten 3 Lagen op. 108 (1909)
- 3 Sonatinen op. 109 (1910)
- Schüler-Konzertino No. 3 in den ersten 5 Lagen op. 110 (1911)
- Gavotte op. 113 (1912)
- 3 kleine leichte Duette in der 1.-3. Lage op. 117 (1913)
- 3 kleine leichte Duette in der 1.-3. Lage op. 118 (1913)
- Concertino d-moll op. 133 (1920)

Viola
- 6 Albumblätter op. 39 (1891)
- Concertstück g-moll op. 46 (1892)
- 3 Fantasiestücke op. 58 (1894)
- 3 Stücke op. 75 (1901)
- Gavotte und Mazurka op. 132 (1919)
- Romanze op. 102 No. 1 (1909)

Violoncello
- Romanze) op. 17 (1884)
- 3 Stücke op. 33 (1889)
- Scherzo a-moll op. 35 (1890)
- 3 kleine op. 45 (1891)
- 2 Stücke: Barcarolle und Canzonetta op. 64 (1894)
- Serenade (1914)

Klavír
- Dornröschen Polka op. 8 (1872)
- Namenlose Blätter op. 10 (1883)
- 2 Ländler op. 12 (1883)
- 6 Stücke for piano 4-hands op. 16 (1884)
- 8 kleine Fantasiestücke op. 19 (1884)
- Petite Sérénade op. 33
- Lose Blätter op. 37 (1890)

### Písně
- 5 Lieder op. 3 (1871)
- 2 Lieder op. 18 (1884)
- 3 Lieder op. 22 (1886)
- 4 Gesänge aus "Wanderzeit" op. 23 (1886)
- 5 Lieder op. 36 (1890)
- 3 kleine Lieder op. 61 (1894)
- Weihnachtslied (1897)
- An Graf Zeppelin

### Sbory
- 3 Lieder pro smíšený sbor op. 43 (1891)
- Festhymne pro mužský sbor a orchestr op. 55 (1893)
- Sandmännchen: rheinisches Volkslied pro mužský sbor (1900)
- 3 Lieder für Männerchor op. 60 (mužský sbor, 1894)
- Nun brich von deiner höchsten Eiche, (mužský sbor, 1897)
- 3 Lieder für gemischten Chor op. 76 (1901)
- 3 Lieder für Männerchor op. 77 (1901)
- 3 Männerchore op. 82 (1902)
- Vergebliche Flucht op. 83 (mužský sbor, 1902)
- Böhmische Volkslieder für gemischten Chor (české lidové písně pro smíšený sbor, 1901)
- Böhmische Volkslieder für Männerchor (české lidové písně pro mužský sbor, 1901)
- Böhmische Volkslieder für Frauenchor (české lidové písně pro ženský sbor, 1901)
- Die Krone im Rhein pro mužský sbor op. 85 (1903)
- Du mit Strahlen mich begleitend pro mužský sbor op. 86
- Heimkehr pro mužský sbor (1904)

Kromě těchto děl zkomponoval velké množství instruktivních skladeb a pro housle a violu.